# Église Santa Maria Maggiore (Spello)
Pour les articles homonymes, voir Église Santa Maria Maggiore.
L'église Santa Maria Maggiore (également connue sous le nom de collégiale Santa Maria Laggiore) est située à Spello, dans la province de Pérouse.

## Histoire
L'église a été construite sur les restes d'un ancien temple païen dédié à Junon et Vesta. Plus tard, elle fut dédiée à la Nativité, puis à la Madone, et fut placée sous la tutelle de l'abbaye de San Silvestro di Collepino, dirigée par une congrégation camaldule. En 1159, elle passe sous la direction du clergé diocésain. Elle possède alors un patrimoine immobilier d'une certaine importance. Sa construction est terminée dans la seconde moitié du XIIIe siècle.
Au XVe siècle, l'église connaît une période de grande autonomie et de prospérité au cours de laquelle le maître-autel est consacré (1513) et la rénovation terminée.

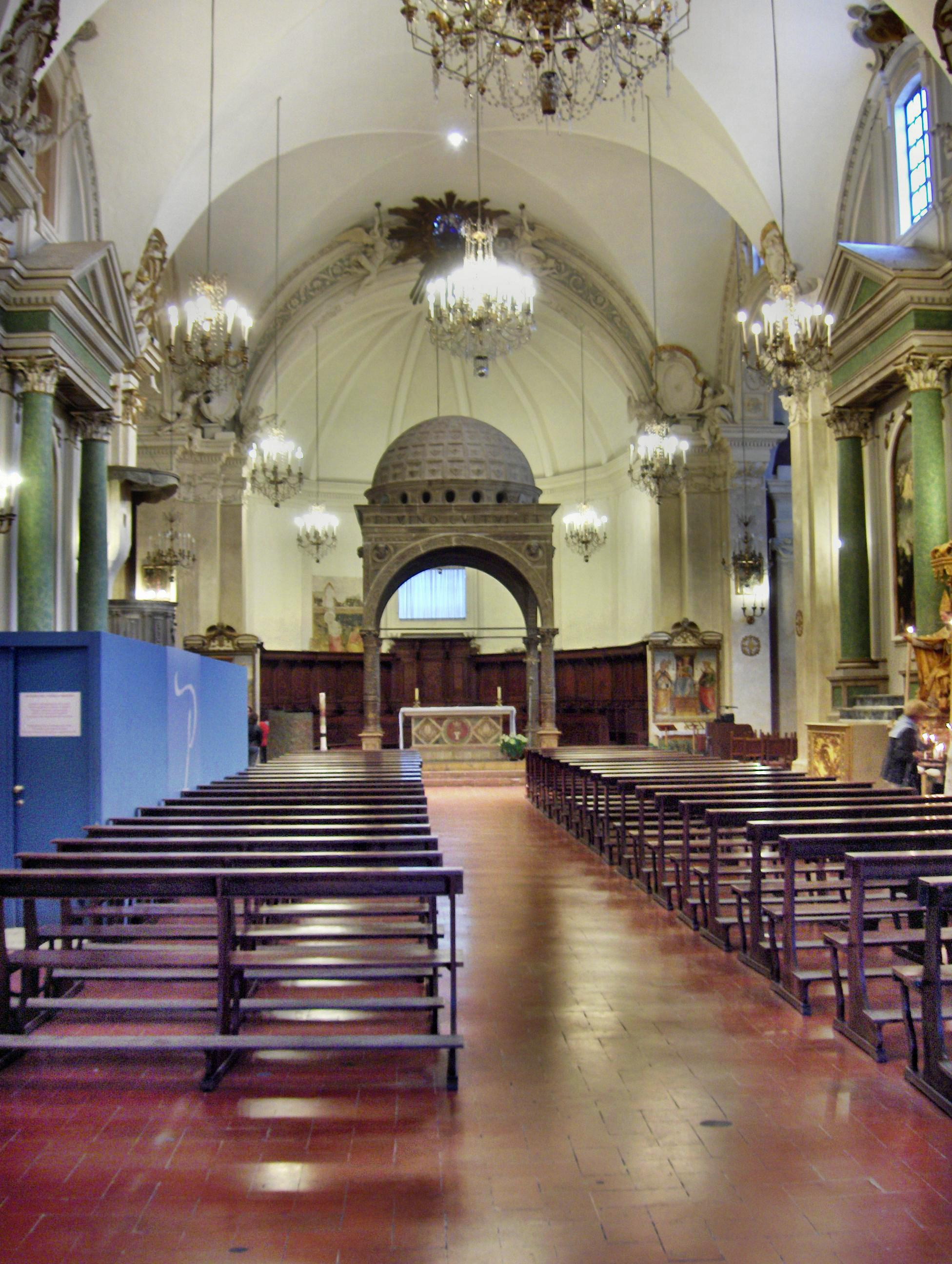
Intérieur

## Architecture
L'église fait partie d'un grand complexe qui comprend à droite, le palais du prieur, maintenant habité par le curé de la paroisse, et à gauche le Palazzo dei Canonici (construit à partir de 1522), aujourd'hui siège de la galerie d'art civique de Spello. L'église actuelle a une façade extérieure disposant d'un beau parement de pierre interrompu par le portail : la façade d'origine, du XIIIe siècle, a été reconstruite et avancée par rapport à la précédente vers le milieu du XVIIe siècle. Le portique qui courait sur le devant de l'église (et du Palazzo dei Canonici adjacent) a été supprimé, la fenêtre rectangulaire et le portail central ont été créés. Ils conservent cependant des éléments de l'ancien portail roman. À côté, subsiste le premier clocher médiéval.

### Intérieur

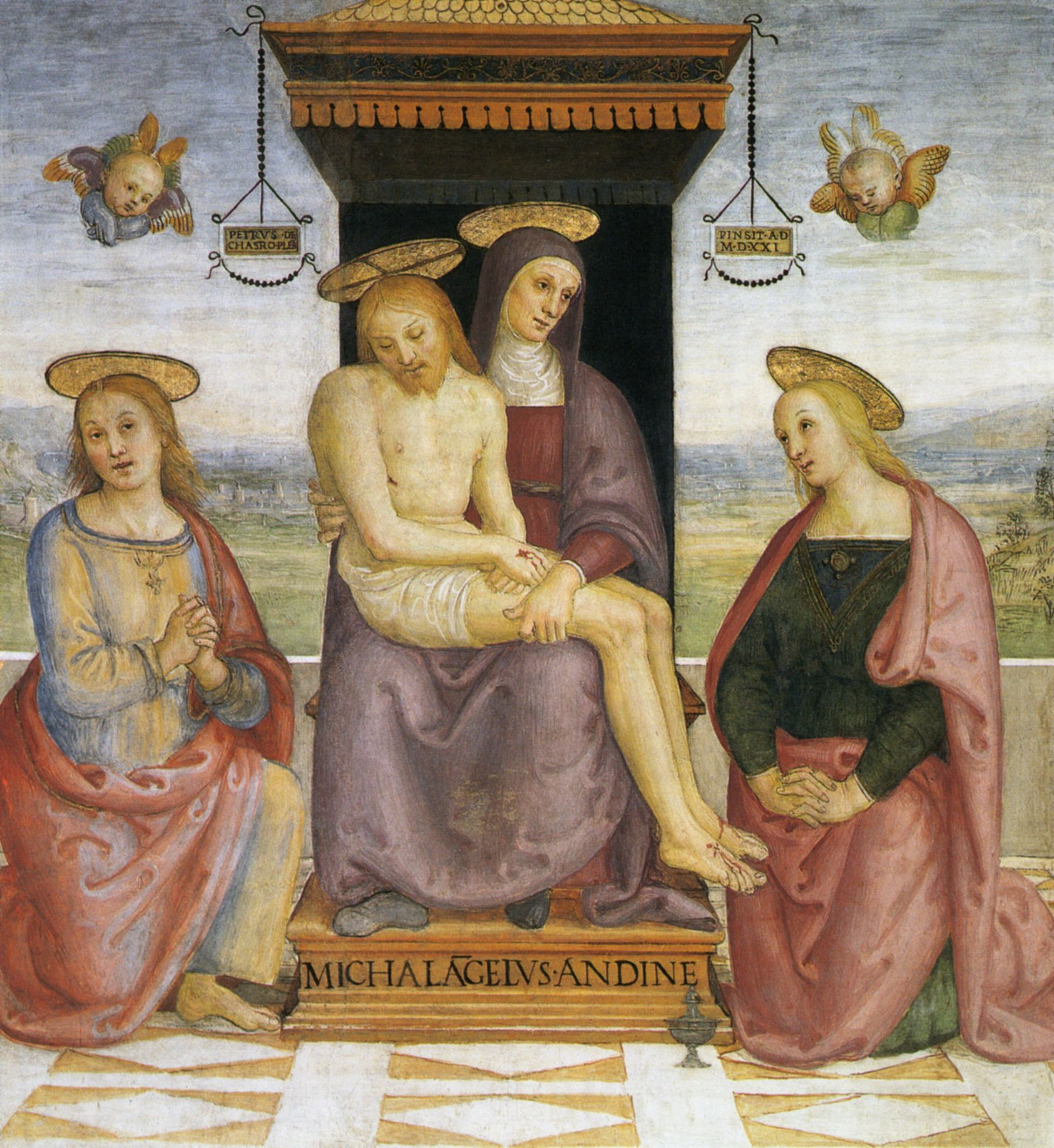
La Pietà de Spello du Pérugin
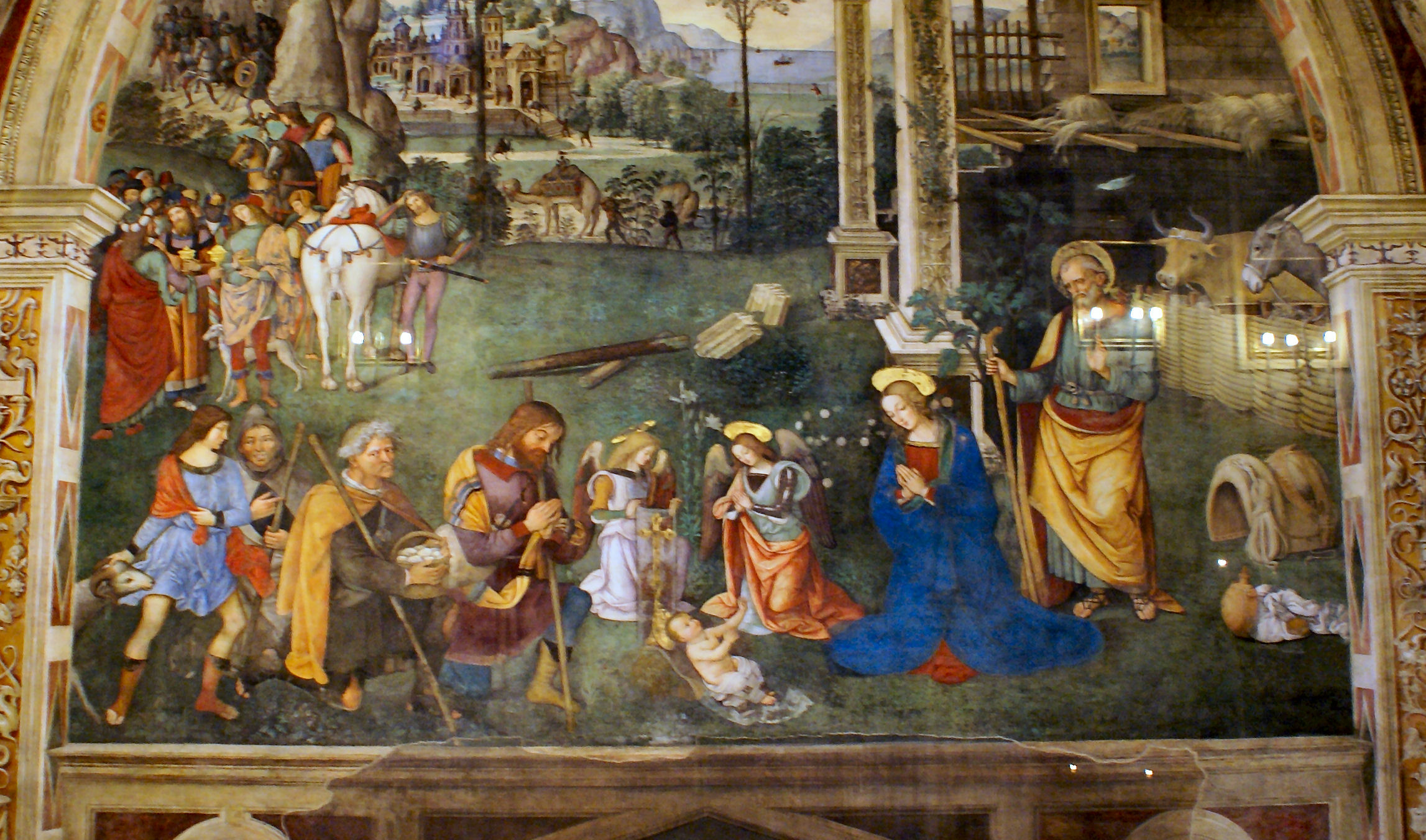
Nativité de Pinturicchio
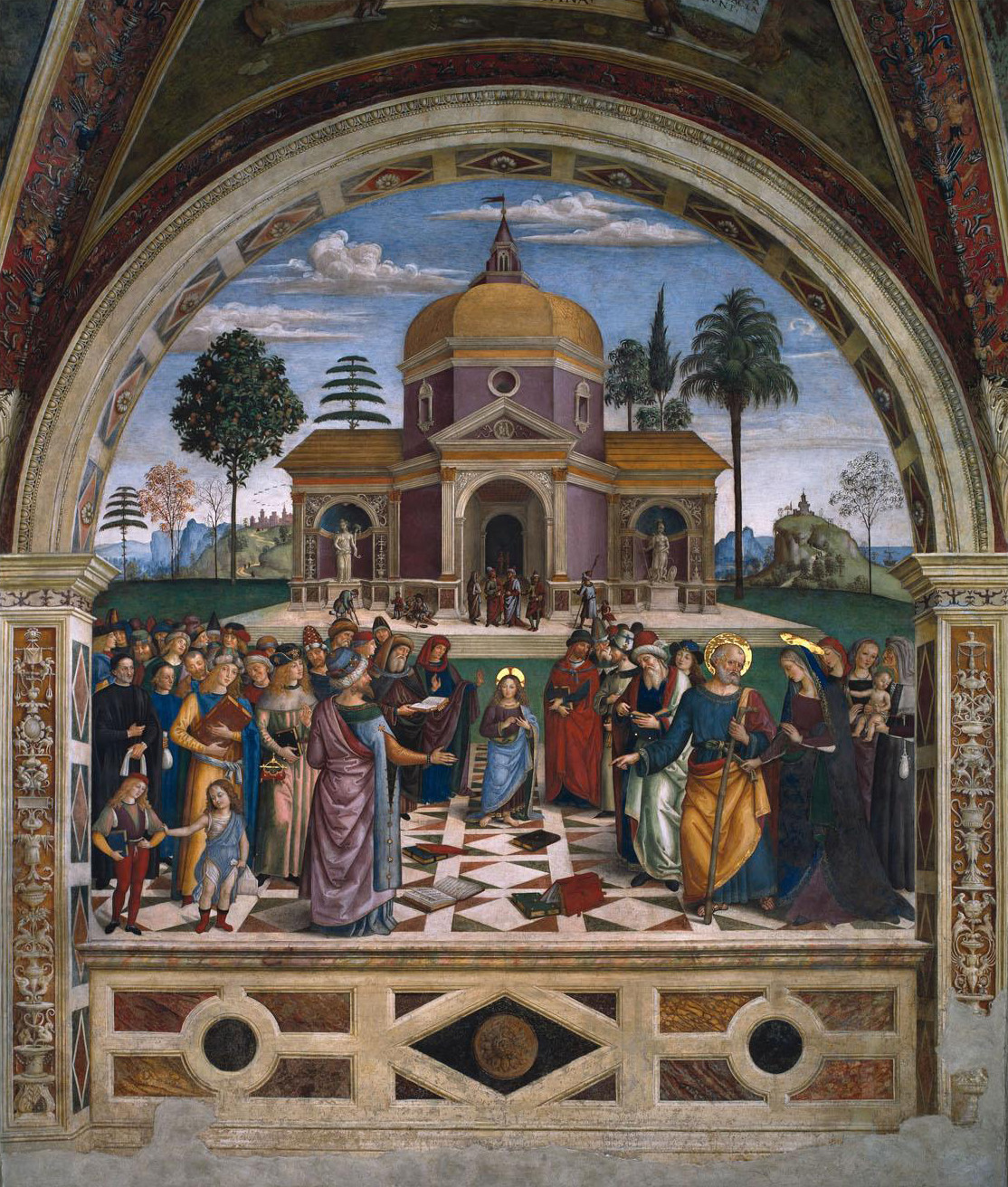
La Dispute de Jésus avec les Docteurs de Pinturicchio

L'intérieur, d'aspect baroque, est grand, en forme de croix latine, avec une seule nef se terminant par une abside polygonale. Le toit est constitué d'une voûte croisée. Les parois latérales de la nef sont rythmées par la présence d'autels avec des peintures et sont animées par les beaux stucs d'Agostino Silva. Parmi les peintures du XVIIe siècle, se trouve la peinture des Stigmates de Saint François de Giacomo Giorgetti. À l'entrée de l'église se trouve un autel romain en marbre (Ier siècle av. J.-C.) réutilisé comme bénitier. L'église possède également un beau sol en majolique de Deruta (seconde moitié du XVIe siècle).
À noter La Pietà de Spello du Pérugin.
À l'origine, l'église possédait de nombreuses chapelles, pour la plupart fermées et murées ; certains restent visibles : la chapelle Baglioni, avec des fresques de Pinturicchio, la chapelle du Saint-Sacrement qui abrite un tableau de Pinturicchio et deux autres situées aux extrémités du transept.